# Трифковићев трг (Нови Сад)
Трифковићев трг један је од најстаријих тргова у старом језгру Новог Сада и налази се у непосредној близини Трга слободе. Правоугаоног је облика. По дужим странама дефинишу га околни блокови зграда, док је на краћим странама ограничен Његошевом и Улицом Светозара Милетића. На трг се улива Улица Лазе Телечког која га спаја са Змај Јовином улицом. Дуж централног дела трга налази се мала зелена површина.
На простору уз Његошеву улицу, са обе стране трга, налазе се две значајне зграде: на броју 1 стамбено-пословна зграда трговца Јовановића, позната и као „Апотека” и Кућа на Трифковићевом тргу бр. 2 која је заштићена као споменик културе и непокретно културно добро Новог Сада.

## Име
Улица носи име по великом српском комедиографу, адвокату и градском правозаступнику Кости Трифковићу који је живео у једној од зграда на овом тргу.
Најстаријe име овог трга било је Јарчев трг. Није познато порекло оваквог имена, а неке од претпоставки су да се ту налазила кафана са тим именом или пијаца на којој су се продавали јарци и козе. Касније се звао улица Доброг пастира, а у време када се ту налазило прво новосадско позориште - Позоришни трг. Око 1900. године преименован је у Деаков трг, а после Првог светског рата добија име трг Косте Трифковића. За време окупације током Другог светског рата поново се зове Деаков трг, а након ослобођења добија име Трифковићев трг, које носи све до данас.

### Коста трифковић
Коста Трифковић (1843—1875) био је српски драмски писац, реалистички настављач Стеријине комедије. Рођен је у Новом Саду, у чиновничкој породици. Као дете похађао је и српску и немачку основну школу, а гимназију је завршио у више градова. Веома рано је заволео позориште и читао Молијерова дела, углавном у оригиналу. Иако физички хендикепиран, напушта школовање и једно време ради као морнар, али се убрзо враћа у Нови Сад и затим у Дебрецину уписује права. По повратку у Нови Сад постаје чиновник у једној адвокатској канцеларији. Поред успешне чиновничке каријере Трифковић гради и каријеру угледног јавног културног радника, везујући се углавном за Матицу српску. Умро је веома рано, у 32. години.
Коста Трифковић написао је низ драмских дела у којима даје слику тадашњег грађанског друштва. Међу најзначајнијим његовим делима су: Избирачица, Школски надзорник, Француско-пруски рат, Љубавно писмо, Честитам, На Бадњи дан, Младост Доситеја Обрадовића и друге. Поред тога, заједно са Змајем и Абуказемом покренуо је 1862. године књижевни часопис Јавор.

## Историја
На Томерлиновој мапи Новог Сада из 1746. године место на коме се данас налази Трифковићев трг још увек је плавом бојом био уцртан један дунавски рукавац, који се протезао до Успенске цркве. Око овог простора, дуж Дунавске, Змај Јовине, улице Лазе Телечког, па око данашњег Трифковићевог трга и дела Његошеве према Масариковој пружала се граница која је раздвајала источни милитарни део града у ком су живеле војничке породице од западног, грађанско-трговачког. Касније је овај рукавац насут и на бившим његовим обалама подигнуте су прве куће.
Трг, овакав какав је данас, настао је у време када је Нови Сад постао независна варош и налазио се у некадашњем центру града. На Саутеровом плану града из 1889. године види се да трг већ добија данашњи облик, али уместо зграда на левој страни налази се врт Плебаније (римокатолички жупни дом). Име трга у то време било је улица Доброг пастира. На оригиналном плану су црном бојом истакнути значајни објекти у граду. На Трифковићевом тргу су означена два објекта: Грађанска дворана (прво новосадско позориште) на средини трга, окренута ка Милетићевој и Ватрогасни дом на углу Његошеве и трга. Поред Ватрогасног дома била је башта Плебаније. Ову башту је плебанија парцелисала те су у другој половини 19. века и на њеном месту подигнуте две зграде. Ту је 1900. подигнута и спратна зграда, велика породична кућа, која је данас заштићена и има статус културног добра и споменика културе.
Године 1922. На углу трга и Његошеве подигнута је угаона спратна зграда позната као „Апотека”, стамбено-пословна зграда првобитно изграђена за новосадског трговца трговца Косту Јовановића. Подигнута је на месту четири мале породичне куће. У једној од њих, на самом углу, живео је чувени дугогодишњи директор гимназије Васа Пушибрк. Одмах поред „Апотеке” становао је (и умро) велики комедиограф Коста Трифковић по коме је трг добио своје данашње име. На ту кућу је, у његову част, Српско народно позориште поставило спомен плочу.

### Савремено доба
Током 20. века на тргу се дуго времена налазла аутобуска окретница са које је полазило неколико градских линија. У склопу окретнице било је и неколико диспечерских кућица, а једно време овде се налазила и бензинска станица. Трг је у то време био веома прометна градска саобраћајница. Приликом изградње Спенса овај простор је преуређен у делимичну пешачку зону. Иако се на средини трга и даље налази мала зелена површина Трифковићев трг данас се највише користи као паркинг, упркос томе што је више пута реконструисан. Последњом реконструкцијом обновљен је травњак, уређено је постојеће дрвеће, засађено ново украсно шибље и руже, а постављен је и парковски мобилијар - канте за отпатке и клупе. Са трга се пружа поглед на зграду Српског народног позоришта, свега око 250 м удаљену од места на коме се налазило прво новосадско позориште.
На углу Трифковићевог трга и улице Светозара Милетића 80-их година налазио се и култни новосадски кафић „Рупа”.

## На Трифковићевом тргу

#### Трифковићев трг 1
На Трифковићевом тргу бр. 1 налази се стамбено-пословна зграда позната као „Апотека”, првобитно изграђена за трговца Косту Јовановића 1922. године. Ово је један од првих већих објеката које је пројектовао чувени новосадски архитекта Дака Поповић. Овај објекат и данас својим ненаметљивим позносецесијским изгледом представља најскладније архитектонско дело на тргу. На масивној троспратници нема превише украса. Главни ефекат пружају два бочна калкана и угаона купола конструисана и изведена по еклектичким начелима. У приземљу зграде се и данас налази апотека по чему је зграда и добила име под којим је позната. Поред апотеке, на Трифковићевом тргу, становао је велики комедиограф Коста Трифковић по коме је трг и добио данашње име.

#### Угао Трифковићевог трга и Његошеве
На углу Трифковићевог трга и Његошеве улице, како се види на Саутеровом плану из 1889, некада се налазио Ватрогасни дом. Када би се огласило звоно са градске куће, овде би се окупљали добровољни ватрогасци, углавном новосадске занатлије и одавде кретали да гасе пожар. У Дому су се налазиле шупе за кола и шмркове, а до њих штале у којима се увек у приправности налазило два пара коња. Сачувана је фотографија Ватрогасног дома из 1963. године. Поред Ватрогасног дома била је башта римокатоличке Плебаније (римокатолички жупни дом). Ову башту је Плебанија парцелисала, те су у другој половини 19. века ту подигнуте две зграде.

#### Трифковићев трг бр. 2
На броју 2 налази се спратна зграда изграђена 1900. године. Као велику стамбену лућу подигли су је Филип Сенгл и Паул Кнез по пројекту баумајстера Мартина Сотића, једног од првих домаћих новосадских градитеља. Зграда је изграђена у стилу историцизма, са основом у облику ћириличног слова „П”. Како је била зидана за два власника, унутрашњи простор организован је у два дела. Око 1906. године кућу је купио лекар и драмски писац др. Лазар Марковић (1876- 1935). Кућа има изразито широк улични фронт, симетрично организован тако да је у средишту полукружно завршен улаз. На фасади се налази дванаест вертикала отвора. Приземље фасаде је обрађено рустично у имитацији квадера, док је спрат декорисан фризовима, сегментним фронтонима над прозорима и кордонским венцем. Кућа на Трифковићевом тргу 1997. године проглашена је спомеником културе.

#### Угао Трифковићевог трга и улице Светозара Милетића
На Саутеровом плану види се зграда Грађанске дворане (Позоришта) која се налазила на средини трга. Прочеље зграде било је окренуто према Милетићевој улици. Ово позориште је било прво новосадско позориште. Друштво за српско народно позориште (касније Српско народно позориште) је основано 1861. године. Прва иницијатива за градњу позоришне зграде јавила се 1838. године, али је била неуспешна. Друга иницијатива покренута је 1868. и резултовала је издавањем дозволе за зидање Грађанске дворане (1871) на празном простору између Лебарског сокака и улице Доброг пастира, на садашњем Трифковићевом тргу. Зграда је изграђена 1871. године према пројекту новосадског градитеља Ђерђа Молнара. Упркос значајном месту које је Грађанска дворана имала у друштвеном и културном животу Новосађана, зграда је по истеку привремене дозволе, уз протесте грађана, срушена 1892. године.